# Johann Paul Höpp
Johann Paul Höpp (* 25. Juli 1782 in Flensburg; † 30. August 1847 in Kiel) war ein deutscher Staatsmann und Richter.

## Leben
Johann Paul Höpp war der einzige Sohn des Galanteriewarenhändlers Gebriel Höpp (1754–1811) und dessen Ehefrau Friederike Henriette Augusta Dorothea, genannt Doris, geborene Pfeiffer (1746–1832). Die Vorfahren väterlicherseits arbeiteten als Sattler, Essig- und Bierbrauer in Schleswig. Die Mutter war eine Enkelin des Salzwedeler Bürgermeisters Nicolaus Johannes Wasserschlebe und bis zu seinem Tod in erster Ehe mit Premierleutnant Cornelius Cruys verheiratet, einem Enkel des „Admirals des Zaren“ Cornelius Cruys. Joachim Wasserschlebe war ein Großonkel. Höpp’s Halbschwester Friederike Cruys, verh. Pauly, war die Urgroßmutter des Verwaltungsjuristen und niederdeutschen Übersetzers Friedrich Pauly.
Da die Eltern nahezu mittellos waren und viele Kinder hatten, muss Johann Paul Höpp seine Ausbildung von anderen Personen finanziert worden sein. Möglich wäre, dass er Hilfe von Obergerichtsrat Benedikt Matthias Hering (1754–1815) erhielt, dessen Tochter Sophie Wilhelmine Theodora (1787–1871) er am 22. April 1810 heiratete. Alternativ könnten ihn auch Kaufleute aus Flensburg unterstützt haben.
Höpp besuchte bis 1799 die Domschule Schleswig und studierte danach bis 1803 Jura an Universitäten in Kiel und Jena. Im Herbst 1803 bestand er auf Schloss Gottorf vor dem Obergericht Gottorf das Staatsexamen. Danach arbeitete er als Advokat bis 1810 am Landgericht und bis 1817 beim Obergericht. Von 1817 bis 1820 gehörte er als Rat dem Obergericht an. Von 1820 bis 1840 arbeitete er für die Deutsche Kanzlei in Kopenhagen, ab 1831 als Oberprokureur und ab 1833 als erster Deputierter. Darüber hinaus wurde er 1820 zum Etatsrat, 1831 zum Konferenzrat und am 10. Juni 1841 zum geheimen Konferenzrat ernannt.
1835/36 und 1838 nahm Höpp als Königlicher Kommissar an den Ständeversammlungen in Holstein und Schleswig teil. Am 10. Februar 1840 folgte er als Präsident des Schleswig-Holstein-Lauenburgischen Oberappellationsgerichts auf Cay Lorenz von Brockdorff. Diese Stelle hatte er bis Lebensende Ende August 1847 inne. In dieser Position beteiligte er sich an der Strafrechtskommission. Gleichzeitig war er von 1841 bis 1846 dänischer Gesandter und Führer der Virilstimme der beiden Herzogtümer Holstein und Lauenburg beim Deutschen Bund. Sein Nachfolger als Gerichtspräsident wurde Friedrich Christian Schmidt.

## Wirken
Höpp galt als außergewöhnlich begabt, intelligent, geschickter Verhandler und guter Redner. Er erreichte in Kopenhagen einflussreiche Positionen und war am Ende der wichtigste Ratgeber des dänischen Königshauses aus Schleswig-Holstein. Ab 1823 beschäftigte er sich insbesondere mit Reformen der Stände und erarbeitete diese ab 1824 federführend. Da er sich schlecht mit Uwe Jens Lornsen verstand, wird vermutet, dass er dessen Positionen auch inhaltlich ablehnte. Trotzdem reiste er gemeinsam mit Lornsen am 18. Oktober 1830 per Schiff in die Herzogtümer, um die Stimmung in der Bevölkerung zu erkunden und Änderungswünsche zur Verfassung aufzunehmen. Höpp berichtete über Lornsen erst, nachdem dieser bereits über die Verfassung geschrieben hatte.
Höpp erarbeitete in führender Position die wichtigsten Gesetze des Jahres 1834, nämlich die ständische Verfassung und das Schleswig-Holstein-Lauenburgische Oberappellationsgericht.
Seine umfangreiche Bibliothek vermachte er dem Oberappellationsgericht. Sein Nachlass befindet sich im Landesarchiv Schleswig-Holstein.

## Auszeichnungen
- Dannebrogorden:
  - Dannebrogsmann (1. November 1828)
  - Großkreuz (28. Oktober 1836)[2]